# Окупирајте Вол стрит
Окупирајте Вол стрит (енгл. Occupy Wall Street) је покрет грађана у САД који уличним демонстрацијама покушава да привуче пажњу америчих власти на социјалне проблеме становништва, незапосленост, корупцију, насиље корпорација и високе цене образовања. Припадници овога покрета се противе неоправданој друштвеној неједнакости и корпорацијској одговорности за глобалну социјалну кризу. Иницијатор покрета је канадски антипотрошачки часопис „Адбастерс“. Прве демонстрације покрета су одржане 17. септембра 2011. у Зукоти парку, недалеко од Вол стрита, односно на Менхетну у пословном центру Њујорка, а њихов повод је био протест против похлепе финансијског капитала, корупције политичара и друштвених неправди.

## Историјат

### Развој покрета
Естаблишменту у Сједињеним Америчким Државама и Европској унији било је потребно три године да пакетима директне финансијске помоћи спасу банкрота велике банке, а грађане препусте насиљу тржишта, како би глобално незадовољство, нарасло по избијању велике економске кризе 2008, коначно резултирало настанком неколико релевантних друштвених покрета. Окупирајте Вол стрит је један од тих покрета који тражи институционалну промену на највишем друштвеном нивоу. По први пут систем није унапред препознао промену која долази, створио простор за њено интегрисање, истовремено усмеравајући сопствену реформу. С друге стране, то је покрет који није конкретизовао своје циљеве у виду експлицитних захтева естаблишменту, али су они ипак прилично јасно означени објављивањем такозване „декларације о окупацији". Покрет Окупирајте Вол стрит од настанка имао је подршку у америчком друштву и у већини најутицајнијих медија, али готово комплетан политички и академски естаблишмент, остаће дистанцирана у односу на покрет, а неки од најауторитативнијих америчких истраживача колективне акције испољиће прилично конзервативна предвиђања његовог коначног исхода, прибегавајући поређењу с покретима с краја 20. века у Европи и САД.

### Протести
Покрет "Окупирајте Вол стрит" започео је 17. септембра 2011. год. протесте против похлепе финансијског капитала, корупције и друштвених неправди. 
Протесту који је започело неколико десетина људи, придружили су се грађани, чланови синдиката и студенти, тако да су у протестној шетњи у среду учествовале хиљаде демонстраната, а сличне акције покренуте су у десетинама америчких градова. 
Неколико стотина демонтраната протестовало је и недалеко од Беле куће, пруживши тако могућност да се и центар америчке политичке моћи из прве руке упозна са обимом незадовољства у земљи. Демонстрације су окупиле незадовољнике свих врста, чија је заједнички именитељ то што сматрају да је влада престала да обраћа пажњу на народ.

## Циљ покрета
Природа и циљ покрета Окупирајте Вол стрит и слични покрети је истовремено идентитетска и политичка. Њихов субјект није само радничка класа, нити поједина друштвена група, већ народ. Мисао о народу, о популусу као актеру и популизам ослобођен идеолошких илузија левице и деснице, али чврсто демократски и вредносно опредељен, јесте корак ка поновном успостављању дијалога између отуђених центара економске моћи и остатка друштва. Циљ овог покрета је побуна  народа који одбија пасивност. Као објаву има постојања, дијалог, питање упућено самом себи али и свима осталима.

## Исход протеста
Укупно је 2.644 ухапшено у Њујорку у 2011. години, што је довело до 409 окривљујућих хапшења, као и пресуда. Њујоршка полицијска служба била је приморана да потроши 7.000.000 долара за прековремени рад у вези са протестима и десетине радника је изгубило посао због локалних економских поремећаја изазваних протестима.